# ساکائه، ناگانو
ساکائه، ناگانو (به لاتین: Sakae, Nagano) یک منطقهٔ مسکونی در ژاپن است که در Shimominochi District واقع شده‌است. ساکائه ۲۷۱٫۶۶ کیلومترمربع مساحت و ۱٬۸۹۷ نفر جمعیت دارد.